# Belenkaja
De Belenkaja (Russisch: Беленькая) is een kleine stratovulkaan in het centrale deel van het zuiden van het Russische schiereiland Kamtsjatka. De basaltische vulkaan ligt ten zuidwesten van de vulkaan Ksoedatsj en ten noordwesten van de vulkaan Kell en stamt uit het Holoceen.